# Huang Shuxian
Huang Shuxian (chinesisch 黄树贤; * September 1954 in Yangzhong, Provinz Jiangsu) ist ein Politiker der Kommunistischen Partei Chinas (KPCh) in der Volksrepublik China, der unter anderem zwischen 2013 und 2016 Minister für Disziplinaraufsicht war und seit 2016 den Posten als Minister für zivile Angelegenheiten bekleidet.

## Leben
Huang Shuxian absolvierte ein Studium an der Universität Nanjing und war unter anderem Sekretär des KPCh-Stadtkomitees der kreisfreien Stadt Yangzhong sowie Sekretär des Kommunistischen Jugendverbandes (KJVC) in der Provinz Jiangsu. Er wurde 1998 stellvertretender Sekretär des Komitees für Dispziplinarinspektion der Provinz Jiangsu und Leiter des Amtes für Disziplinaraufsicht dieser Provinz. Im Februar 2001 übernahm er den Posten als Vize-Minister für Disziplinaraufsicht und war danach zwischen dem 21. Oktober 2007 und dem 27. Dezember 2016 stellvertretender Sekretär der Zentralen Disziplinarkommission der KPCh. Auf dem XVIII. Parteitag 2012 wurde er Mitglied Zentralkomitee der Kommunistischen Partei Chinas (ZK der KPCh) und gehört diesem Gremium seither an.
Am 16. März 2013 löste Huang Shuxian Ma Wen als Minister für Disziplinaraufsicht ab und bekleidete dieses Ministeramt im Staatsrat der Volksrepublik China bis zum 7. November 2016 aus, woraufhin Yang Xiaodu seine dortige Nachfolge antrat. Zugleich fungierte er zwischen März 2013 und November 2016 in Personalunion als Direktor des Nationalen Büros für Korruptionsprävention. Daneben ist er seit 2014 stellvertretender Direktor der Sonderarbeitsgruppe zur Reform des Zentralen Disziplinsinspektionssystems des ZK der KPCh. Als Nachfolger des wegen Korruptionsvorwürfen entlassenen Li Liguo wurde er am 7. November 2016 Minister für zivile Angelegenheiten im Staatsrat. Als solcher wurde er am 19. März 2018 vom Nationalen Volkskongress wiedergewählt.